# محمود العطار
محمود العطار هو محمود رمضان العطار رياضي بارالمبي، من جمهورية مصر العربية، يلعب بشكل أساسي في منافسات رمي الرمح والقرص من الفئة (F58).
وقد لعب محمود العطار في كل من منافسات رمي القرص والرمح فئة F58 في كل من: دورة الألعاب البارالمبية الصيفية لعامي 2000م و 2004م، وتوٌج بالميدالية الذهبية في رمي القرص والرمح في دورة الألعاب البارالمبية لعام 2000م، كما توج بالميدالية الفضية في كلتا اللعبتين، وذلك في دورة الألعاب البارالمبية لعام 2004م. 

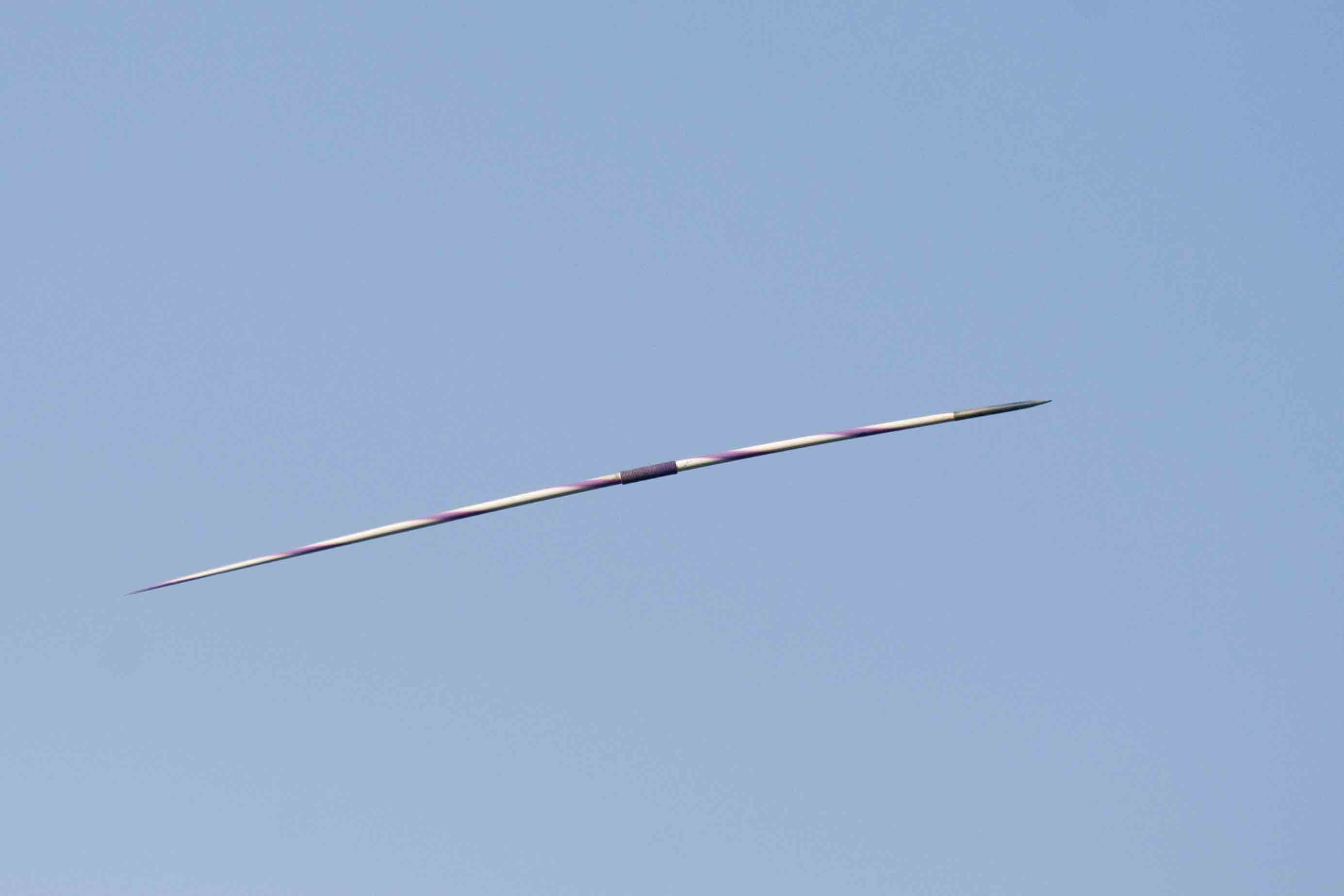

كما لعب محمود العطار في دورة الألعاب البارالمبية في بكين 2008م، واستطاع الفوز بالميدالية الفضية في منافسات رمي الرمح، بينما أخفق في منافسات رمي القرص ، واحتل المركز الخامس ، وذلك بسبب إصابته في الركبة.
وقد شارك محمود العطار في بطولة العالم لألعاب القوى لعدة مرات ، نذكر منها
- بطولة العالم لألعاب القوى بمدينة أسن بهولندا عام 2006م، وحقق من خلالها ذهبية القرص والرمح فئة F.58
- بطولة العالم لألعاب القوى بمدينة ليل بفرنسا عام 2002م، وحقق محمود ذهبية الرمح وفضية القرص F.58
- بطولة العالم لألعاب القوى بمدينة برمنغهام بإنجلترا، عام 1998م، وفاز محمود العطار بالميدالية الذهبية في رمي القرص، والميدالية الفضية في رمي الرمح.

## روابط خارجية
- محمود العطار في اللجنة البارالمبية الدولية